# 1490
Пізнє Середньовіччя •  Відродження •  Реконкіста •  Ганза •  Ацтецький потрійний союз •  Імперія інків

## Геополітична ситуація
Османську державу очолює Баязид II (до 1512). Імператором Священної Римської імперії є Фрідріх III. У Франції королює Карл VIII Люб'язний (до 1498).
Середню частину Апеннінського півострова займає Папська область, південь належить Неаполітанському королівству. Могутними державними утвореннями півночі є Венеційська республіка, Флорентійська республіка, Генуезька республіка та герцогство Міланське.
Кастилія і Леон та Арагонське королівство об'єднані в Іспанське королівство, де правлять католицькі королі Фердинанд II Арагонський (до 1516) та Ізабелла I Кастильська (до 1504).
В Португалії королює Жуан II (до 1495). Під владою маврів залишилися тільки землі на самому півдні Піренейського півострова.
Генріх VII є королем Англії (до 1509), королем Данії та Норвегії — Юхан II (до 1513), Швецію очолює регент Стен Стуре Старший (до 1497). Королем Угорщини та Богемії є Владислав II Ягелончик. У Польщі королює, а у Великому князівстві Литовському княжить Казимир IV Ягеллончик (до 1492).
Галичина входить до складу Польщі. Волинь належить Великому князівству Литовському. Московське князівство очолює Іван III Васильович (до 1505).
На заході євразійських степів від Золотої Орди відокремилися Казанське ханство, Кримське ханство, Ногайська орда. У Єгипті панують мамлюки. У Китаї править династія Мін. Значними державами Індостану є Делійський султанат, Бахмані, Віджаянагара. В Японії триває період Муроматі.
У Долині Мехіко править Ацтецький потрійний союз на чолі з Ахвіцотлем (до 1502). Цивілізація мая переживає посткласичний період. В Імперії інків править Тупак Юпанкі (до 1493).

## Події
- Коломийський замок не встояв перед 10-ти тисячною армією повстанського ватажка Івана Мухи.
- У Флоренцію прибув і розпочав свої проповіді Джироламо Савонарола.
- Помер без законного спадкоємця угорський король Матвій Корвін. На трон Угорщини кононувався король Богемії Владислав II Ягеллончик. Альтернативно дворяни Угорщини обрали королем його брата Яна Ольбрахта.
- Герцогиня Анна Бретонська одружилася через представника з королем Німеччини Максиміліаном Габсбургом. Французькі війська у відповідь окупували всю Бретань за винятком Ренна. Пізніше шлюб було анульовано Папою.

## Народились
- 24 квітня — Франциск Скорина, білоруський просвітитель, першодрукар.
- 12 травня — Жуана Португальська, принцеса, католицька блаженна.
- 17 травня — Альбрехт, перший прусський герцог.

## Померли
- 27 січня — Асікаґа Йосімаса, 8-й сьоґун сьоґунату Муроматі.
- 6 квітня — Матвій Корвін, король Угорського королівства.